# Pindola Bharadvaja
Pindola Bharadvaja (Piṇḍola Bhāradvāja) est un Arhat dans le bouddhisme . Selon les premiers sutras bouddhistes indiens, Pindola Bharadvaja était l'un des quatre Arhats à qui le Bouddha demanda de rester dans le monde pour propager la loi bouddhiste (le Dharma ), chacun des quatre étant associé à une direction de la boussole.
La tradition attribue à Pindola des pouvoirs occultes et psychiques. Le Bouddha lui reprocha d'abuser de ses pouvoirs pour impressionner des gens ignorants.
Avec Ananda, Pindola prêche aux femmes du palais d'Udena à Kosambi à deux reprises .
Au cours des siècles suivants, le nombre d'Arhats passe de quatre à seize à dix-huit. Dans les peintures tibétaines Thangka représentant les dix-huit Arhats, Pindola Bharadvaja a souvent pour attributs un livre et un bol de mendiant.

## Influence régionale

### Au Japon

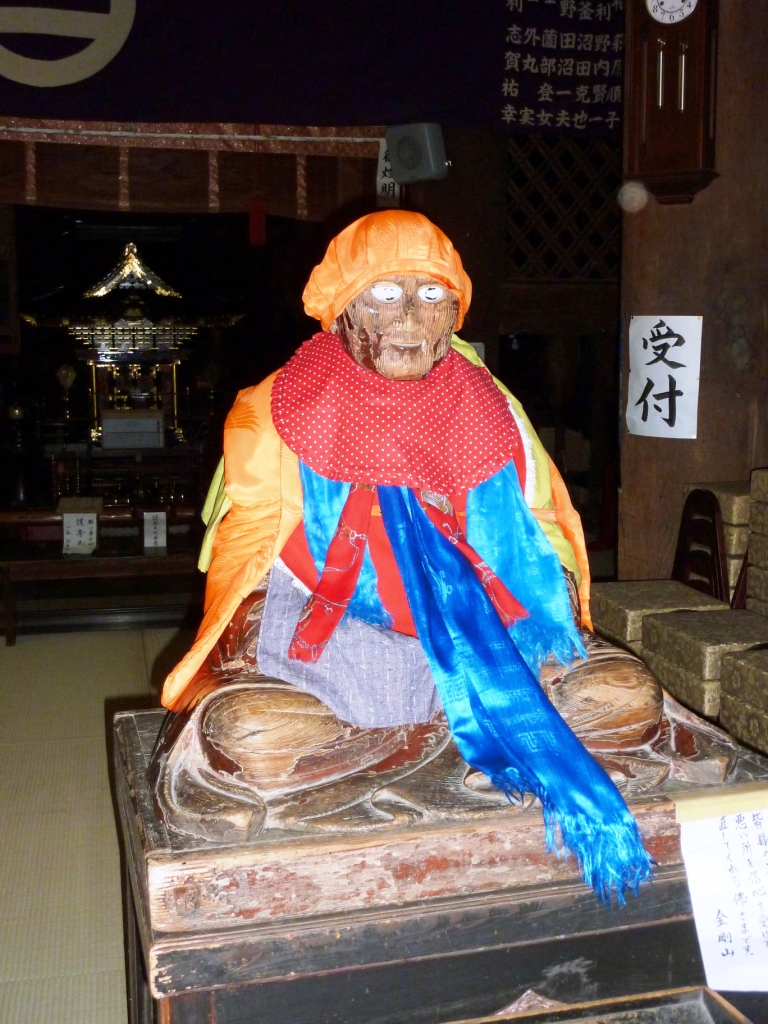
Statue au Japon

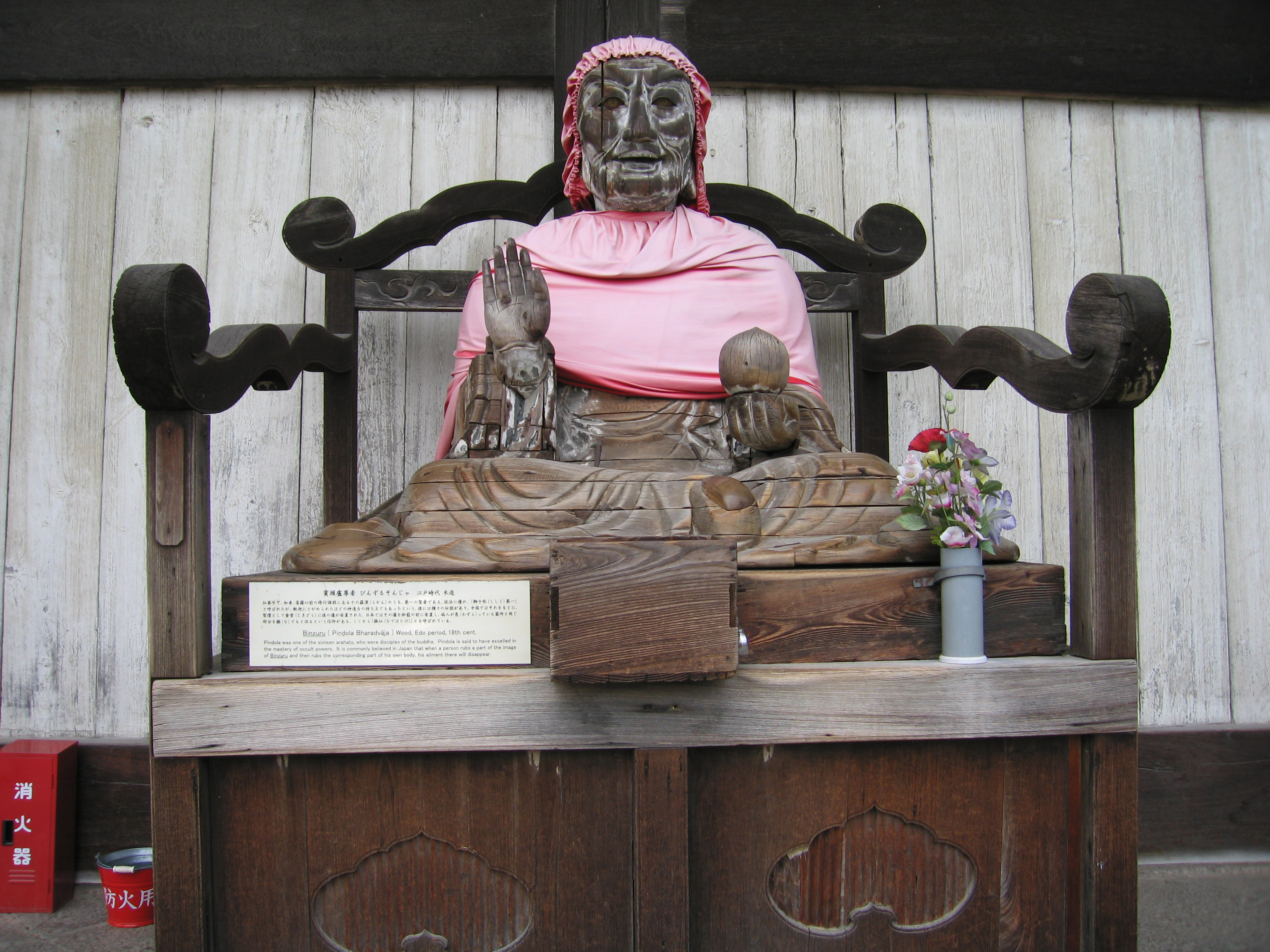
Sculpture en bois de Binzuru (guérisseur) au temple Todai-ji à Nara, Japon

Au Japon, Pindola se nomme Binzuru (賓頭盧, びんずる), forme courte de Bindora Baradaja (賓度羅跋囉惰闍, びんどら ばらだじゃ), et est sans doute le plus populaire des Arhats. Le réfectoire du monastère près du temple Tōdai-ji à Nara possède une grande statue en bois de Binzuru, le représentant assis dans la position du lotus. Les fidèles ont pour coutume de frotter une partie de l'effigie correspondant aux parties malades de leur corps, afin d'être guéris. Nagano, dont le temple Zenkoji abrite aussi une statue usée de Binzuru. Chaque année, un festival dédié à Binzuru s'y tient.
Afin qu'il veille sur la santé des bébés, on lui offre souvent des bavoirs rouges et blancs et des bonnets d'enfants, de sorte que sa statue est souvent parée de haillons. Il est représenté en peinture comme un vieillard assis sur un rocher, tenant à la main un sceptre (shaku japonais), ou une boîte à sutra et un éventail en plumes. Tous les autres Arahants sont vénérés au Japon en sa personne .

### Bouddhisme chinois
Dans la communauté chinoise, Pindola se nomme Bīntóulú. Il est considéré comme le « premier en bénédictions » (福田第一) des disciples du Bouddha Sakyamuni. Lors des rassemblements de moines, son image est mise en valeur, à l'occasion de festins végétariens.

### Bouddhisme tibétain
Pindola Bharadvaja (Skt. Piṇḍolabhāradvāja ; Tib. བྷ་ར་དྷྭ་ཛ་བསོད་སྙོམས་ལེན་, Bharadodza Sönyom Le; Wyl. bha ra dhwa dza bsod snyoms len) y est l'un des seize arhats.
Issu d'une famille d'aumôniers royaux, il estimait sa vie dépourvue de sens. Voyant les cadeaux et les faveurs qui étaient accordés aux disciples du Bouddha, il choisit de se faire moine. Initialement, il était très gourmand et se promenait avec un grand bol d'aumône. Cependant, suivant les conseils personnels du Bouddha, il vécut de ce dont il avait uniquement besoin et devint un arhat. Afin de montrer sa gratitude envers le Bouddha, il agit pour le bien des autres et obéit à ses paroles.
Pindola Bharadvaja vécut dans une grotte de montagne sur le continent oriental (Purvavideha) avec 1 000 arhats. Il porte une écriture dans sa main droite et un bol d'aumône dans sa main gauche qu'il utilise pour aider ceux des royaumes inférieurs, conférant la sagesse et exauçant les vœux, protégeant du malheur.